# Ші Вебер
Ші Вебер (англ. Shea Weber, нар. 14 серпня 1985, Сікемус) — канадський хокеїст, захисник, захищав кольори клубів НХЛ «Нашвілл Предаторс», «Монреаль Канадієнс» та збірної команди Канади.
Олімпійський чемпіон.

## Ігрова кар'єра

### Юніорська
Хокейну кар'єру розпочав 2001 року виступами за «Сікемус Іглс». З 2002 починає виступати за команду «Келона Рокетс» (ЗХЛ). У складі «рокетс» виграв два чемпіонати в 2003, 2005 та один Меморіальний кубок у 2004.
2003 року був обраний на драфті НХЛ під 49-м загальним номером командою «Нашвілл Предаторс».

### Нашвілл Предаторс

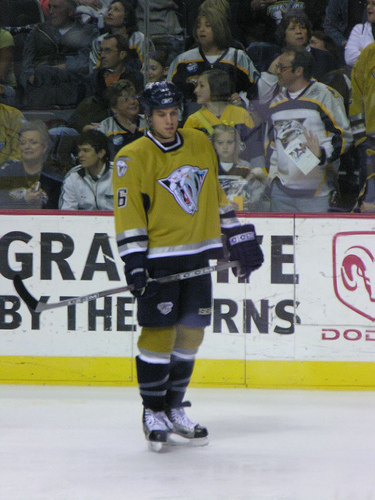
Вебер під час виступів у «Нашвілл Предаторс».

10 вересня 2004 року Вебер підписав з «Нашвілл Предаторс» трирічний контракт на суму 1,425 мільйона $. Однак набрав чинності він лише через рік, коли Ші виповнилось 20 і його гра покращилась. Втім, сезон 2005/2006 захисник почав в фарм-клубі «Предаторс» — «Мілвокі Едміралс». 6 січня 2006 року Вебер дебютував в НХЛ в матчі проти «Детройт Ред Вінгз». Три місяці по тому, 6 квітня 2006 року, Вебер закинув свою першу шайбу в НХЛ, вразивши ворота «Сент-Луїс Блюз». Регулярний чемпіонат НХЛ Вебер закінчив маючи на своєму рахунку 28 ігор, в яких він закинув 2 шайби і 10 разів асистував партнерам. У плей-оф «Хижаки» виступили невдало, програвши вже в першому раунді в п'яти матчах «Сан-Хосе Шаркс». Вони і не вважалися фаворитами серії, але вболівальники розраховували на більш запеклу боротьбу. Після вильоту з розіграшу Кубка Стенлі Вебера знову відправили в «Мілвокі», разом з яким Ші дійшов до фіналу чемпіонату АХЛ.
У наступному сезоні Вебер став одним з основних гравців «Нашвілла». У регулярному сезоні провів 79 ігор в яких набрав 40 очок — 17 шайб і 23 передачі. Прогрес в грі кандаського захисника був помічений лігою і його запросили на Матч молодих зірок НХЛ, що відбувся в січні 2007 року. Сезон же «Хижаки» знову закінчили на стадії 1/8 фіналу плей-оф, і знову їх кривдниками був «Сан-Хосе», який знову виграв серію з рахунком 4:1.
Третій НХЛ-івський сезон вийшов не найвдалішим. Вебер пропустив першу половину чемпіонату через серію травм. Незважаючи на це, влітку 2008 року керівництво «Предаторс» запропонувало захиснику новий контракт. Вебер підписав його. Угода була розрахована ще на три роки, за які Вебер мав заробити 13,5 мільйона доларів.

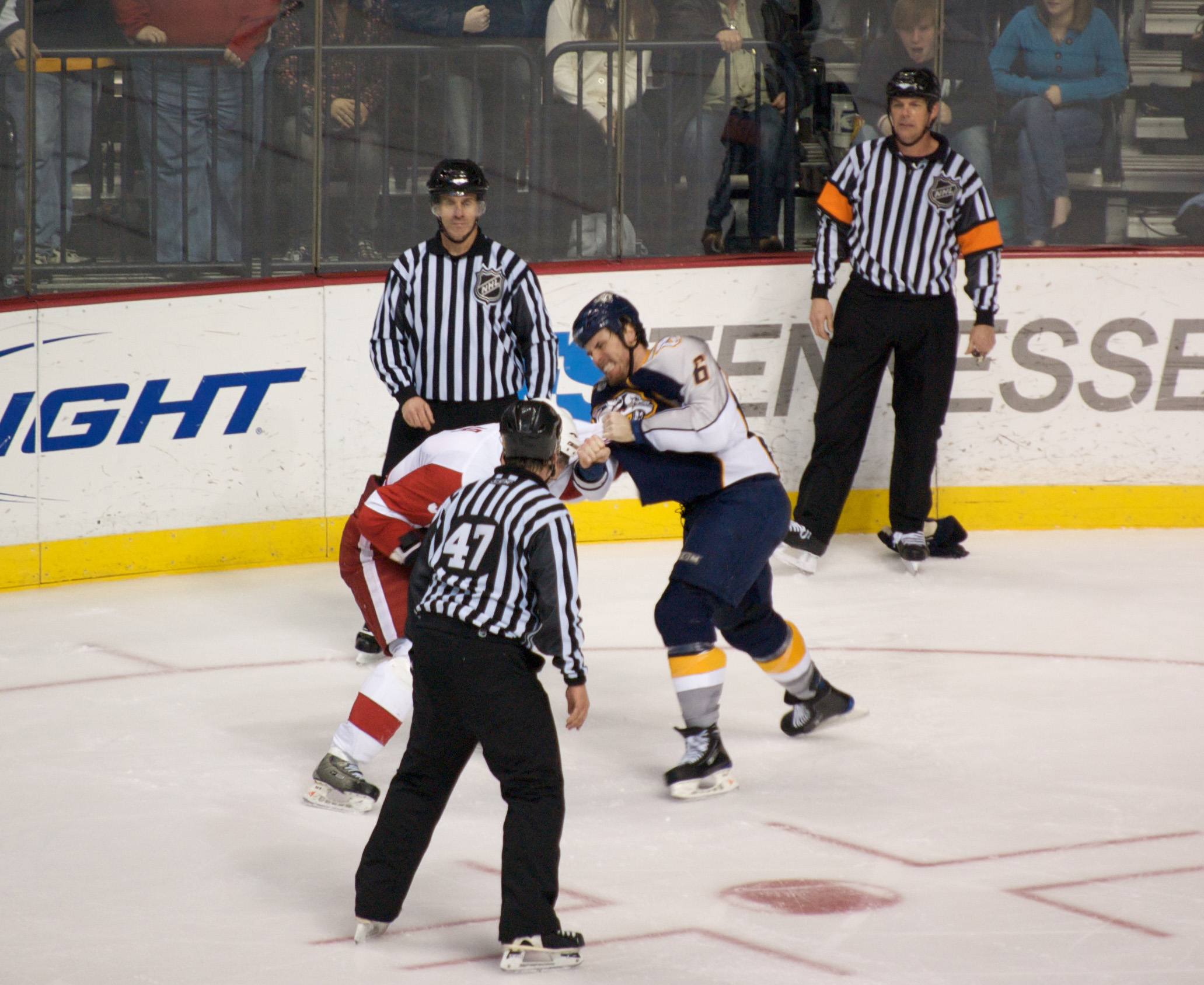
Вебер (праворуч) в бійці з Андреасом Лілья (ліворуч) матч з «Детройт Ред Вінгз» у сезоні 2008-09.

У перший рік свого нового контракту Ші став безумовним лідером захисної лінії «Нашвілла». Сезон Вебер закінчив з найкращими основними статистичними показниками в кар'єрі (не побиті і донині) - 81 проведена гра, 23 голи, 53 очка. Навіть в масштабах всієї ліги Вебер підійшов близько до статусу елітного гравця, одним із свідчень чого стало запрошення на Матч всіх зірок НХЛ 2009. У березні 2009 Ші побився в трьох іграх поспіль.
На п'ятий рік свого перебування в столиці штату Теннессі Вебер грав не менш сильно. До олімпійської паузі він підійшов з відмінною статистикою: 35 очок в 59 матчах. До того ж він швидко перетворився на справжнього лідера своєї команди, постійно втручаючись в різні сутички на льоду і захищаючи своїх партнерів. Правда, після Олімпіади його результативність дещо знизилася і закінчив сезон він з 43 балами.
8 липня 2010 року Вебер став 5-м капітаном в історії «Нашвілл Предаторс», замінивши Джейсона Арнотта, обміняти в «Нью-Джерсі Девілс». Він став наймолодшим капітаном в історії клубу і першим капітаном, задрафтований «хижаками». У січні 2011 Ші був викликаний на Матч всіх зірок в Ралі, в якому на його рахунку було 4 результативні передачі і показник корисності +6. У цьому сезоні Вебер зіграв у всіх 82 матчах, проводячи на льоду в середньому 25:19. У плей-оф «Нашвілл» вперше пройшов перший раунд, але в півфіналі Західної конференції поступився «Ванкувер Канакс». За підсумками сезону Вебер потрапив до трійки фіналістів на Трофей Норріса, але посів за підсумками голосування 2 місце після Нікласа Лідстрема, набравши на 9 очок менше (727 проти 736). Також Вебер потрапив до першої п'ятірки Команди всіх зірок.
1 липня 2011 року Вебер став обмежено вільним агентом. Не домовившись за контрактом з «хижаками», Ші і клуб пдовели справу до арбітражного суду. В результаті, гравець уклав однорічний контракт на $ 7,5 мільйонів. За підсумками сезону захисник знову потрапив до списку фіналістів Трофея Норріса. Однак знову посів 2 місце, поступившись Еріку Карлссону з «Оттава Сенаторс», і другий раз поспіль був обраний до першої п'ятірки Команди всіх зірок.
Після завершення однорічного контракту Вебер знову став обмежено вільним агентом. «Філадельфія Флайєрз» запропонувала гравцеві 14-річний контракт на суму в $ 110 мільйонів. Щоб зберегти капітана, «Нашвілл» продублюваа пропозицію «льотчиків».
Під час локауту в сезоні 2012/13 Вебер зіграв у всіх матчах, проте «Предаторс» не змогли пробитися в плей-оф.
У наступному сезоні Ші встановив особистий рекорд результативності, набравши 56 очок в 79 матчах, але «Нашвілл» знову залишився за бортом плей-оф. Захисник «хижаків» втретє увійшов до списку фіналістів на Трофей Норріса, але знову приз дістався не йому, а Данкану Кіту з «Чикаго Блекгокс». Також Вебер потрапив у другу п'ятірку команди всіх зірок.
У сезоні 2015/16 Вебер в грі з «Детройт Ред Вінгз» зробив перший в кар'єрі хет-трик, який також виявився першим хет-триком захисника в історії «Нашвілла».

### Монреаль Канадієнс
29 червня 2016 його обміняли в «Монреаль Канадієнс» на Пі-Кей Суббана. У першому сезоні за «канадців» Ші відіграв 76 матчів.
Наступного сезону Вебер відіграв лише 26 матчів через розрив сухожилля лівої стопи.
1 жовтня 2018 року Вебер став тридцятим капітаном клубу «Монреаль Канадієнс» його попередник Макс Пачіоретті перейшов до «Вегас Голден Найтс» 10 вересня того ж року.
2 лютого 2021 року Вебер зіграв свою 1000-ту гру у переможному матчі 5–3 проти «Ванкувер Канакс».
Сезон 2020–21 захисник відіграв у 48-и матчах пропустивши вісім через травми. Зрештою влітку 2021 року він оголосив про завершення кар'єри.

## Збірна
Був гравцем молодіжної збірної Канади, у складі якої брав участь у 6 іграх на молодіжному чемпіонаті світу 2005 року.
Вебер дебютував у національній збірній 22 квітня 2007 року на чемпіонаті світу в Росії. У першому матчі Вебер наніс травму Янніку Зайденбергу та отримав триматчеву дискваліфікацію. Відбувши дискваліфікацію, Вебер продовжив виступи на турнірі, набравши два очка в шести іграх. Канадці в підсумку стали чемпіонами світу перемігши Фінляндію 4:2.
14 квітня 2009, Вебер знову був викликаний до національної збірної, причому Ші був одним із чотирьох віце-капітанів команди. У фінальній грі попереднього етапу, Вебер був названий найкращим гравцем збірної Канади в переможному для неї матчу над Словаччиною 7:3. Вебер завершив турнір набравши 12 очок (4+8) в дев'яти іграх. Незважаючи на поразку від Росії 1:2 в матчі за золото, Вебер був названий найкращим захисником турніру.
2 липня 2009 Вебер потрапив до попереднього списку національної збірної Канади, яка виступатиме на зимовій Олімпіаді 2010 у Ванкувері. 30 грудня 2009 року він потрапляє до остаточного списку команди на турнірі. Вебер набрав шість очок в семи іграх та увійшов до команди всіх зірок.
Брав участь в зимовій Олімпіаді 2014 в Сочі та Кубку світу 2016 в Торонто, на обох турнірах виконував обов'язки віце-капітана збірної.

## Нагороди та досягнення
- Учасник матчу усіх зірок НХЛ — 2009, 2011, 2012, 2015, 2016, 2017, 2021.
- Перша команда всіх зірок НХЛ — 2011, 2012.
- Друга команда всіх зірок НХЛ — 2014, 2015.
- Приз Марка Мессьє — 2016.

## Статистика

### Клубні виступи
| Сезон        | Клуб                 | Ліга         | Регулярний сезон | Регулярний сезон | Регулярний сезон | Регулярний сезон | Регулярний сезон | Плей-оф | Плей-оф | Плей-оф | Плей-оф | Плей-оф |
| Сезон        | Клуб                 | Ліга         | І                | Г                | П                | О                | ШХ               | І       | Г       | П       | О       | ШХ      |
| ------------ | -------------------- | ------------ | ---------------- | ---------------- | ---------------- | ---------------- | ---------------- | ------- | ------- | ------- | ------- | ------- |
| 2001–02      | «Сікемус Іглс»       | КМЮХЛ        | 47               | 9                | 33               | 42               | 87               | —       | —       | —       | —       | —       |
| 2001–02      | «Келона Рокетс»      | ЗХЛ          | 5                | 0                | 0                | 0                | 0                | —       | —       | —       | —       | —       |
| 2002–03      | «Келона Рокетс»      | ЗХЛ          | 70               | 2                | 16               | 18               | 167              | 19      | 1       | 4       | 5       | 26      |
| 2003–04      | «Келона Рокетс»      | ЗХЛ          | 60               | 12               | 20               | 32               | 126              | 17      | 3       | 14      | 17      | 16      |
| 2004–05      | «Келона Рокетс»      | ЗХЛ          | 55               | 12               | 29               | 41               | 95               | 18      | 9       | 8       | 17      | 25      |
| 2005–06      | «Мілвокі Едміралс»   | АХЛ          | 46               | 12               | 15               | 27               | 49               | 14      | 6       | 5       | 11      | 16      |
| 2005–06      | «Нашвілл Предаторс»  | НХЛ          | 28               | 2                | 8                | 10               | 42               | 4       | 2       | 0       | 2       | 8       |
| 2006–07      | «Нашвілл Предаторс»  | НХЛ          | 79               | 17               | 23               | 40               | 60               | 5       | 0       | 3       | 3       | 2       |
| 2007–08      | «Нашвілл Предаторс»  | НХЛ          | 54               | 6                | 14               | 20               | 49               | 6       | 1       | 3       | 4       | 6       |
| 2008–09      | «Нашвілл Предаторс»  | НХЛ          | 81               | 23               | 30               | 53               | 80               | —       | —       | —       | —       | —       |
| 2009–10      | «Нашвілл Предаторс»  | НХЛ          | 78               | 16               | 27               | 43               | 36               | 6       | 2       | 1       | 3       | 4       |
| 2010–11      | «Нашвілл Предаторс»  | НХЛ          | 82               | 16               | 32               | 48               | 56               | 12      | 3       | 2       | 5       | 8       |
| 2011–12      | «Нашвілл Предаторс»  | НХЛ          | 78               | 19               | 30               | 49               | 46               | 10      | 2       | 1       | 3       | 9       |
| 2012–13      | «Нашвілл Предаторс»  | НХЛ          | 48               | 9                | 19               | 28               | 48               | —       | —       | —       | —       | —       |
| 2013–14      | «Нашвілл Предаторс»  | НХЛ          | 79               | 23               | 33               | 56               | 52               | —       | —       | —       | —       | —       |
| 2014–15      | «Нашвілл Предаторс»  | НХЛ          | 78               | 15               | 30               | 45               | 72               | 2       | 0       | 1       | 1       | 2       |
| 2015–16      | «Нашвілл Предаторс»  | НХЛ          | 78               | 20               | 31               | 51               | 27               | 14      | 3       | 4       | 7       | 18      |
| 2016–17      | «Монреаль Канадієнс» | НХЛ          | 78               | 17               | 25               | 42               | 38               | 6       | 1       | 2       | 3       | 5       |
| 2017–18      | «Монреаль Канадієнс» | НХЛ          | 26               | 6                | 10               | 16               | 14               | —       | —       | —       | —       | —       |
| 2018–19      | «Монреаль Канадієнс» | НХЛ          | 58               | 14               | 19               | 33               | 28               | —       | —       | —       | —       | —       |
| 2019–20      | «Монреаль Канадієнс» | НХЛ          | 65               | 15               | 21               | 36               | 33               | 10      | 3       | 2       | 5       | 16      |
| 2020–21      | «Монреаль Канадієнс» | НХЛ          | 48               | 6                | 13               | 19               | 33               | 22      | 1       | 5       | 6       | 28      |
| Усього в НХЛ | Усього в НХЛ         | Усього в НХЛ | 1,038            | 224              | 365              | 589              | 714              | 97      | 18      | 24      | 42      | 106     |

### Збірна
| Рік                | Команда            | Турнір             | Місце              | І  | Г  | П  | О  | ШХ |
| ------------------ | ------------------ | ------------------ | ------------------ | -- | -- | -- | -- | -- |
| 2005               | Канада             | МЧС                | 1                  | 6  | 0  | 0  | 0  | 10 |
| 2007               | Канада             | ЧС                 | 1                  | 6  | 1  | 1  | 2  | 31 |
| 2009               | Канада             | ЧС                 | 2                  | 9  | 4  | 8  | 12 | 6  |
| 2010               | Канада             | ОІ                 | 1                  | 7  | 2  | 4  | 6  | 2  |
| 2014               | Канада             | ОІ                 | 1                  | 6  | 3  | 3  | 6  | 0  |
| 2016               | Канада             | КС                 | 1                  | 5  | 0  | 0  | 0  | 0  |
| Молодіжна збірна   | Молодіжна збірна   | Молодіжна збірна   | Молодіжна збірна   | 6  | 0  | 0  | 0  | 10 |
| Національна збірна | Національна збірна | Національна збірна | Національна збірна | 33 | 10 | 16 | 26 | 39 |